# 예류해양세계
예류해양세계 (중국어: 野柳海洋世界, 병음: Yěliǔ Hǎiyáng Shìjiè)는 중화민국 신베이시 완리 구에 위치한 해양 수족관이다. 바로 옆에 야류지질공원이 위치해있다.

## 역사
1980년에 문을 열었다. 2013년 7월 13일 태풍 솔릭 때문에 피해를 입었다.

## 특징
3,500개의 좌석이 있으며, 100m 해저 터널도 있다.

## 볼만한 것
- 물개 쇼와 바다사자 쇼
- 해양 생물 전시회장

## 주변
- 예류지질공원

## 같이 보기
- 예류지질공원